# Halme grisescens
Halme grisescens là một loài bọ cánh cứng trong họ Cerambycidae.